# Diego de Castillo

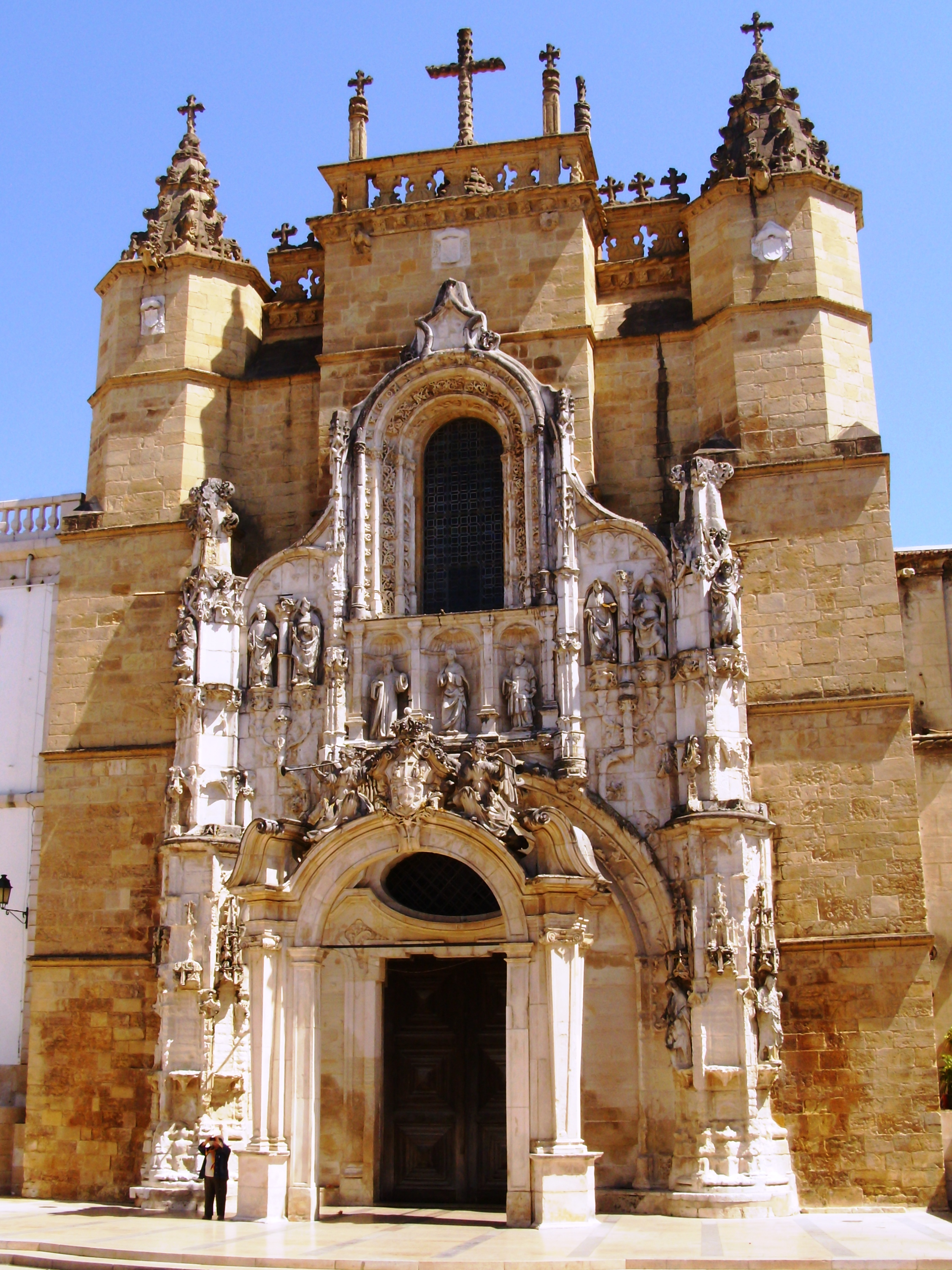
Portada de la iglesia de la Santa Cruz de Coímbra.

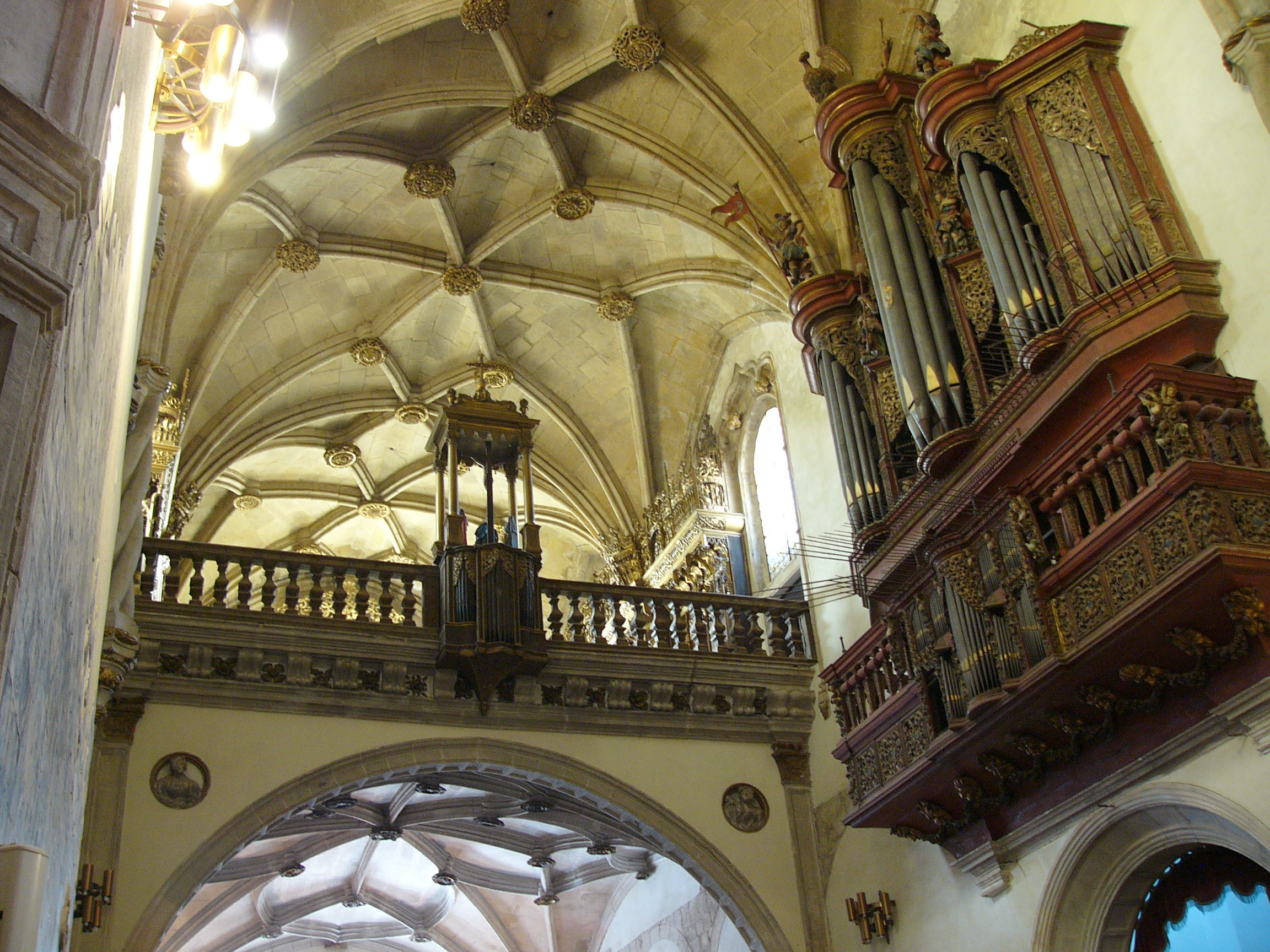
Bóvedas estrelladas del coro de Santa Cruz de Coímbra.

Diego de Castillo o Diogo de Castilho (Castillo Siete Villas, Arnuero, actual Cantabria, ca. 1490 - Coímbra, 22 de agosto de 1574) fue un arquitecto portugués de origen castellano. Su estilo evolucionó del gótico final (manuelino) al manierismo (arquitectura del Renacimiento).

## Familia
Era el hijo mayor de Sánchez Diego Castillo o Diego Sánchez de Castillo (Sanches Diogo Castilho o Diogo Sanches de Castilho) y María Zorella (Zorilha o Zurilha). Su hermano (o hermanastro -del mismo padre y distinta madre-) Juan de Castillo (João de Castilho) fue también un destacado arquitecto.
En 1527 consiguió la ciudadanía de Oporto, y se casó con Isabel Ilharco, hija de Gonçalo Ilharco (también procedente del norte de España -"vizcaíno"- y del que se recoge su actividad como comerciante de hierro). De su matrimonio tuvo al menos dos hijos: Jerónimo de Castillo (Jerónimo de Castilho), arquitecto militar, que primero trabajó con su padre y su tío, y después fue a la fortaleza de Mazagán (Mazagrão, hoy El Jadida, Marruecos); y Pedro de Castillo (Pedro de Castilho), muerto en Lisboa el 31 de marzo de 1613, séptimo obispo de la diócesis de Angra (1578-1583), obispo de Leiría (1583-1604) y virrey de Portugal en dos ocasiones (el octavo -de 1605 a 1608- y el décimo -1612- de ese cargo).

## Obras
Diego de Castillo comenzó a trabajar con su hermano en 1517, en las obras de la catedral de Viseu. Aparece documentado en 1524 en las obras del monasterio de los Jerónimos de Belém. Allí trabajó con su hijo Jerónimo de Castillo.
El 7 de abril de 1524 fue nombrado mestre da obra do Paço de Coimbra (maestro de obras del palacio de Coímbra), sustituyendo en el cargo a Marcos Pires, que había muerto en 1522. Además de en los palacios, trabajó en el monasterio de la Santa Cruz de Coímbra, los colegios de Artes y de San Jerónimo y en el puente.
Entre 1522 y 1526, realizó la portada manuelina de la iglesia del monasterio de Santa Cruz, cuya parte escultórica corrió a cargo de Nicolas Chantereine. La iglesia fue modificada por Diogo Boitaca (Jacques Boytac) con Marcos Pires, dejando la nave en estilo manuelino; más tarde, hacia 1530, Diogo de Castilho realizó el coro con sus bóvedas estrelladas, mientras que la parte escultórica fue realizada por Jean de Rouen (João de Ruão), con el que trabajaría asociado durante casi cincuenta años. En 1528 es citado en el contrato de la reconstrucción de las portadas y las cúpulas del monasterio. Esas serían sus últimas obras en estilo gótico tardío; desde entonces incorporó la arquitectura del Renacimiento.
En abril de 1529 firmó un contrato para la iglesia de Góis, donde construyó una capilla y la tumba de Luís da Silveira, conde de Sortelha y señor de Góis, que fue realizada por su taller, en el que siendo la primera obra en la que se cita la participación de Diogo de Torralva. En el contrato también se preveía la edificación de un palacio en Góis para el mismo conde.
En 1537, con Jean de Rouen, comenzó la construcción del nuevo monasterio de la Serra do Pilar (freguesia de Santa Marinha, Vila Nova de Gaia).
La Universidad de Coímbra se estableció definitivamente en el palacio real de Coímbra el 24 de septiembre de 1537, por orden del rey  Juan III de Portugal. Posteriormente se fundó el colegio del Carmen (Nossa Senhora do Carmo), en 1540. Diego de Castillo terminó la construcción del noviciado en  1548.
Juan III fundó el colegio de Gracia (Nossa Senhora da Graça), de los agustinos, en 1543; posteriormente integrado en la universidad (1549), tanto el colegio como la iglesia fueron construidos por Diego de Castillo.·
En 1547 trazó los planos de las nuevas obras del colegio de Santo Tomás en el antiguo convento de Santo Domingo, a petición del rector Fray Martinho de Ledesma.
El 18 de marzo de 1547 Juan III nombró a Diego de Castillo caballero de la Casa Real y maestro de obras de la Universidad.
En 1565 comenzó a trabajar en el colegio de San Jerónimo de Coímbra. Trabajó en buena parte de los edificios situados a lo largo de la Rua de Sofia ("Calle de Sofía" o "de la sabiduría", en la Baixa de Coímbra): la iglesia de São João das Donas, el Mosteiro de Santa Cruz, el Colégio do Carmo, el Colégio da Graça, el Colégio das Artes y el Colégio de São Tomás.